# Bia (televíziós sorozat)
A Bia 2019 és 2020 között vetített argentin televíziós telenovella, amely Buenos Airesben játszódik, alkotói Jorge Edelstein, Marina Efron és Carmen López-Areal. A főbb szerepekben Isabela Souza, Gabriella Di Grecco, Rhener Freitas, Julio Peña és Andrea de Alba látható.
Argentínában 2019. június 24-én került bemutatásra a Disney Channelen. Magyarországon 2019. november 4-én került bemutatásra a Disney Channelen.
2020 novemberében hivatalosan is bejelentették a Bia: Un mundo al revés című különkiadás.

## Cselekmény
Ebben az új sorozatban egy csapat fiatalt ismerhetünk meg, akik a jelenkor egyik népszerű foglalkozását űzik, vagyis influenszerkednek. Az online tartalmakat gyártó fiatalok történetüket és tehetségüket mutatják be mindenféle platformon keresztül. Bia és barátai a Fundomnál dolgoznak, ahol több influenszert is összefognak. Ez az a hely, ahol új barátokat is szereznek. A cég konkurense a Laix, ahol mindent megtesznek azért, hogy a tehetségeket, a lájkokat és a követőket elvegyék a Fundomtól. Ám Biát nem a lájkok száma hajtja, egyszerűen tehetségét felhasználva éli mindennapjait. Barátai segítségével megmutatja az emberek tehetségét, de elsődleges célja testvérének felkutatása. Bia meg van róla győződve, hogy nővére életben van és erre több bizonyítékot is talál. Helena tíz éve egy zenekar tagja volt, (Moondust), akik egy koncertre menet autóbalesetet szenvedtek. Az egyik tag, Lucas meg is halt, testvére Victor kerekesszékbe került. De Helenának nem találták meg a testét, viszont mindenki őt okolja a balesetért.
Biának nem csak a testvérével kapcsolatos ügy jelent nehézséget. Megismerkedik Manuellel, és természetesen belé is szeret. Csakhogy Manuel Victor unokatestvére, és családjaik a baleset miatt viszályban állnak. De a szerelemnek nincsenek határai. Bia és Manuel mindent megtesz, hogy együtt lehessenek, a családi viták ellenére is, hisz közösen talán sikerül elsimítani az Urquiza és a Gutierez család ellentéteit

## Szereplők

### Főszereplők
| Szereplő                 | Színész             | Magyar hang             | Évadok     | Évadok     | Évadok      |
| Szereplő                 | Színész             | Magyar hang             | 1          | 2          | különkiadás |
| ------------------------ | ------------------- | ----------------------- | ---------- | ---------- | ----------- |
| Beatriz "Bia" Urquiza    | Isabela Souza       | Györke Laura            | Főszereplő | Főszereplő | Főszereplő  |
| Manuel Gutiérrez Quemola | Julio Peña          | Pálmai Szabolcs         | Főszereplő | Főszereplő | Főszereplő  |
| Ana                      | Gabriella Di Grecco | Andrádi Zsanett         | Főszereplő | Főszereplő | Főszereplő  |
| Helena Urquiza           | Gabriella Di Grecco | Tamási Nikolett         | Főszereplő | Főszereplő | Főszereplő  |
| Victor Gutiérrez         | Fernando Dente      | Csík Csaba              | Főszereplő | Főszereplő | Főszereplő  |
| Celeste Quintero         | Agustina Palma      | Gulás Fanni             | Főszereplő | Főszereplő | Főszereplő  |
| Carmín Laguardia         | Andrea de Alba      | Csifó Dorina            | Főszereplő | Főszereplő | Főszereplő  |
| Chiara Callegri          | Giulia Guerrini     | Laudon Andrea           | Főszereplő | Főszereplő | Főszereplő  |
| Alex Gutiérrez           | Guido Messina       | Berkes Bence (1. hang)  | Főszereplő | Főszereplő | Főszereplő  |
| Alex Gutiérrez           | Guido Messina       | Renácz Zoltán (2. hang) | Főszereplő | Főszereplő | Főszereplő  |
| Pixie Ocaranta           | Daniela Trujillo    | Hermann Lilla           | Főszereplő | Főszereplő | Főszereplő  |
| Daisy Durant             | Micaela Díaz        | Berkes Boglárka         | Főszereplő | Főszereplő | Főszereplő  |
| Mara Morales             | Julia Argüelles     | Kelemen Kata            | Főszereplő | Főszereplő | Főszereplő  |
| Pietro Benedetto         | Alan Madanes        | Bor László              | Főszereplő | Főszereplő | Főszereplő  |
| Thiago Kunst             | Rhener Freitas      | Penke Bence             | Főszereplő | Főszereplő | Főszereplő  |
| Guillermo Ruiz           | Esteban Velásquez   | Boldog Gábor            | Főszereplő | Főszereplő | Főszereplő  |
| Marcos Golden            | Rodrigo Rumi        | Markovics Tamás         | Főszereplő | Főszereplő | Főszereplő  |
| Jhon Caballero           | Luis Giraldo        | Szabó Andor             | Főszereplő |            |             |
| Aillén                   | Valentina González  | Pekár Adrienn           | Főszereplő | Főszereplő | Főszereplő  |
| Jandino                  | Jandino             | Bogdán Gergő            | Főszereplő | Főszereplő | Főszereplő  |
| Antonio Gutiérrez        | Sergio Surraco      | Seszták Szabolcs        | Főszereplő | Főszereplő | Főszereplő  |
| Alice Urquiza            | Estela Ribeiro      | Ősi Ildikó              | Főszereplő | Főszereplő | Főszereplő  |
| Mariano Urquiza          | Alejandro Botto     | Fekete Zoltán           | Főszereplő | Főszereplő | Főszereplő  |
| Paula Gutiérrez          | Mariela Pizzo       | Laurinyecz Réka         | Főszereplő | Főszereplő | Főszereplő  |
| Luan                     | André Lamoglia      | Timon Barnabás          |            | Főszereplő | Főszereplő  |

### Mellékszereplők
| Szereplő                  | Színész               | Évadok | Magyar hang    |
| ------------------------- | --------------------- | ------ | -------------- |
| Charly                    | Sinnott Sebastián     | 1-     |                |
| Milo                      | Santiago Sapag        | 1-     |                |
| Hugo Landa "Indy House"   | Simón Tobías          | 1-     |                |
| Soledad                   | Nicole Luís           | 1-     |                |
| Uma                       | Neyra Mariel          | 1-     |                |
| Jazmín Carbajal           | Katja Martínez        | 1      | Pekár Adrienn  |
| Sebastián Villalobos      | Sebastián Villalobos  | 1      | Baráth István  |
| Kevsho                    | Kevsho                | 1      | Molnár Levente |
| Marcelo                   | Facundo Gambandé      | 1      | Czető Roland   |
| Lucía Quemola             | Mirela Payret         | 1      |                |
| Florencia                 | Ana Carolina Valsagna | 1      |                |
| Delfina "Delfi" Alzamendi | Malena Retner         | 2      | Kántor Kitty   |

### Magyar változat
A szinkront az SDI Media Hungary készítette.
- Magyar szöveg: Kozma Borbála
- Hangmérnők és vágó: Császár Bíró Szabolcs
- Gyártásvezető: Németh Piroska
- Szinkronrendező: Faragó József
- Produkciós vezető: Máhr Rita

## Epizódok
| Évad | Évad        | Epizódok    | Epizódok    | Eredeti sugárzás    | Eredeti sugárzás     | Magyar sugárzás   | Magyar sugárzás   |
| Évad | Évad        | Epizódok    | Epizódok    | Évadpremier         | Évadfinálé           | Évadpremier       | Évadfinálé        |
| ---- | ----------- | ----------- | ----------- | ------------------- | -------------------- | ----------------- | ----------------- |
|      | 1           | 60          | 20          | 2019. június 24.    | 2019. július 19.     | 2019. november 4. | 2019. december 5. |
|      | 1           | 60          | 20          | 2019. augusztus 19. | 2019. szeptember 13. | 2020. március 9.  | 2020. április 3.  |
|      | 1           | 60          | 20          | 2019. október 14.   | 2019. november 8.    | 2020. április 6.  | 2020. május 1.    |
|      | 2           | 60          | 40          | 2020. március 16.   | 2020. május 8.       | 2020. november 9. | 2021. január 5.   |
|      | 2           | 60          | 20          | 2020. június 29.    | 2020. július 24.     | 2021. január 6.   | 2021. február 2.  |
|      | különkiadás | különkiadás | különkiadás | 2021. február 19.   | 2021. február 19.    | TBA               | TBA               |

## Gyártás
Az első évad bemutatója 2019. június 24-én volt. Első évada 60 részből állt, és 2019. november 8-án ért véget.
2019 októberében bejelentették, hogy  megújul a sorozat egy második évadra. A premierje 2020. március 16-án volt, és 60 rész után 2020. július 24-én ért véget.
2020 novemberében bejelentették a Bia: Un mundo al revés címet viselő különleges epizódot. Ami a Disney+-on mutatták be 2021 február 19-én.